# Privatbrauerei Bolten

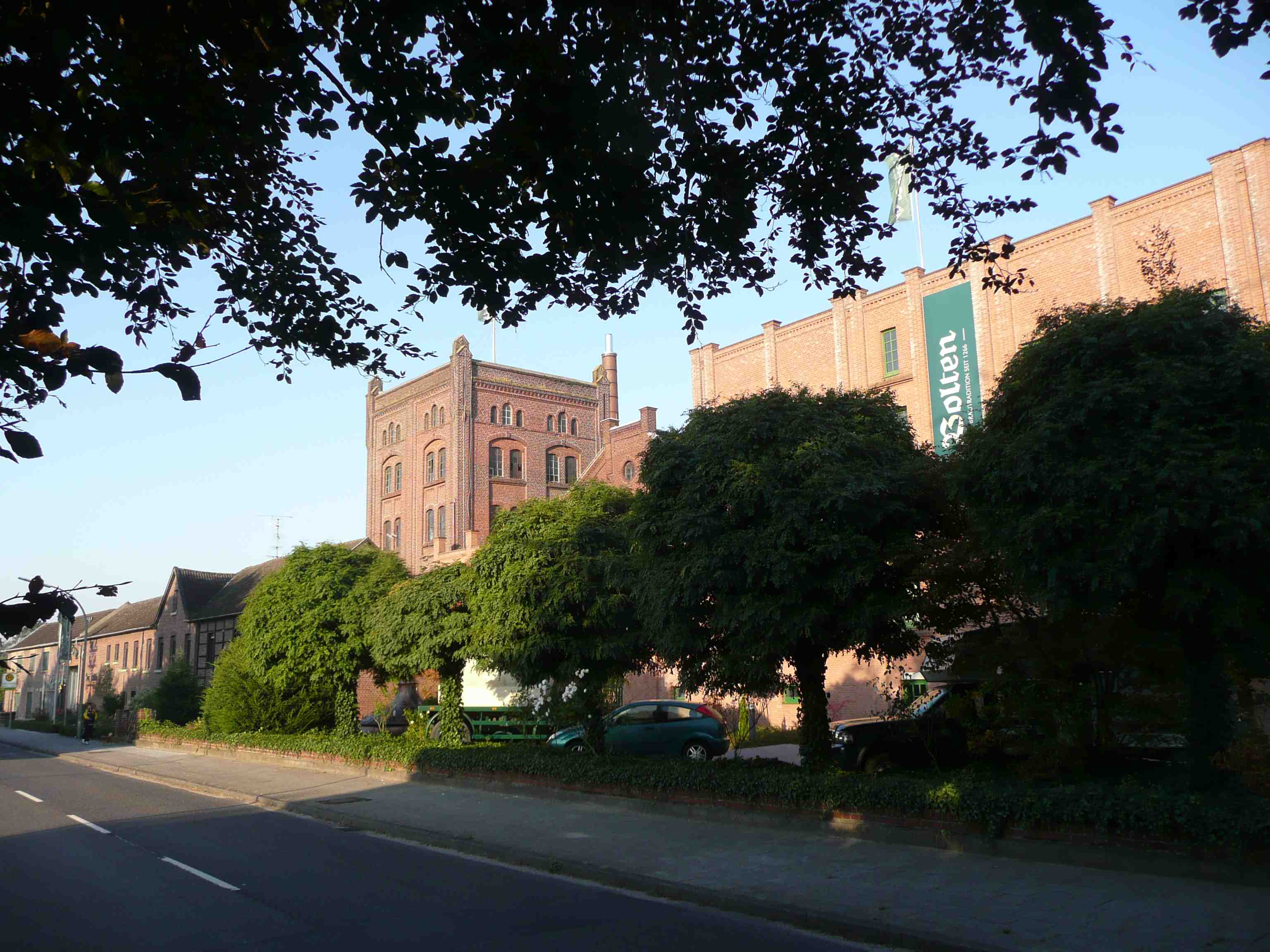
Brauerei Bolten, Rheydter Straße in Korschenbroich im Jahr 2008

Die Privatbrauerei Bolten GmbH & Co. KG in Korschenbroich-Neersbroich produzierte 2011 mehr als 50.000 Hektoliter Bier.

## Geschichte
Das Braugewerbe war in Korschenbroich im 13. Jahrhundert bereits etabliert. Nach eigenen Angaben der Brauerei erhielt dann ein Heinrich der Brauer im Jahre 1266 von der Herrschaft auf Schloss Myllendonk das Recht verliehen, auf dem Kraushof in Korschenbroich Bier zu brauen, woher die Brauerei den Anspruch ableitet, die älteste ihrer Art zu sein. Der Namensgeber Peter Bolten pachtete jedoch erst 1753 den Kraushof und erwarb ihn schließlich 1774. Als letzter Familienangehöriger leitete Hans-Otto Bolten in siebter Generation das Unternehmen als geschäftsführender Gesellschafter von 1992 bis 2005. Die Brauerei war wie alle Mitbewerber stark vom rückläufigen Altbierabsatz ab Beginn des 21. Jahrhunderts betroffen. Aus Geldmangel konnten notwendige Erneuerungen nicht mehr finanziert werden, und es kam zu einem Investitionsstau. Am 9. Juni 2005 übernahm der ehemalige Vorstandschef des Getränkekonzerns Brau und Brunnen, Michael Hollmann, das Unternehmen, das dringend modernisiert werden musste. Im Dezember 2006 ist der frühere Anteilseigner der Diebels-Brauerei, Paul Bösken-Diebels, mit 50 Prozent der Anteile in das Unternehmen eingestiegen, und die erforderlichen Modernisierungen konnten durchgeführt werden. Inzwischen (2015/16) hat sich der Bierabsatz bei Bolten stabilisiert, und es werden von 45 Mitarbeitern 70.000 hl Bier pro Jahr hergestellt.
Das Bundeskartellamt verhängte am 2. April 2014 gegen die Bolten-Brauerei sowie gegen mehrere weitere Brauereien in Deutschland und den Verband Rheinisch-Westfälischer Brauereien e. V. Geldbußen wegen verbotener Preisabsprachen bei Bier in Höhe von insgesamt 231,2 Millionen Euro.
Am 1. April 2022 kaufte die Bolten-Brauerei die Altbiermarken Hannen Alt und Gatz Altbier von der Carlsberg-Gruppe. Hollmann war Jahre zuvor bei der Hannen-Brauerei als Geschäftsführer tätig. Der Vertrieb beider Marken soll im Rahmen einer Kooperation mit der Carlsberg-Gruppe fortgeführt werden.

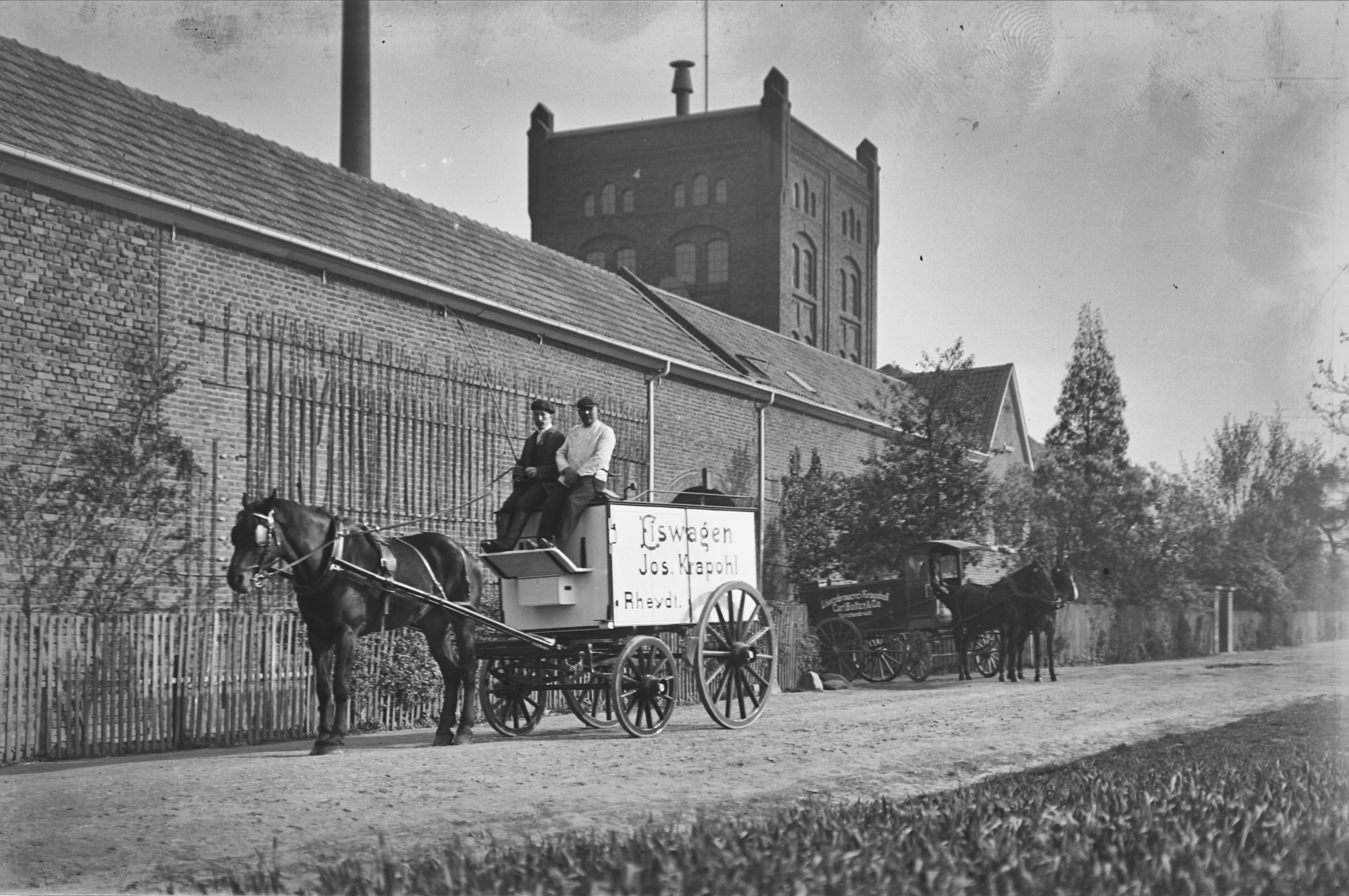
Historische Aufnahme mit Pferdewagen
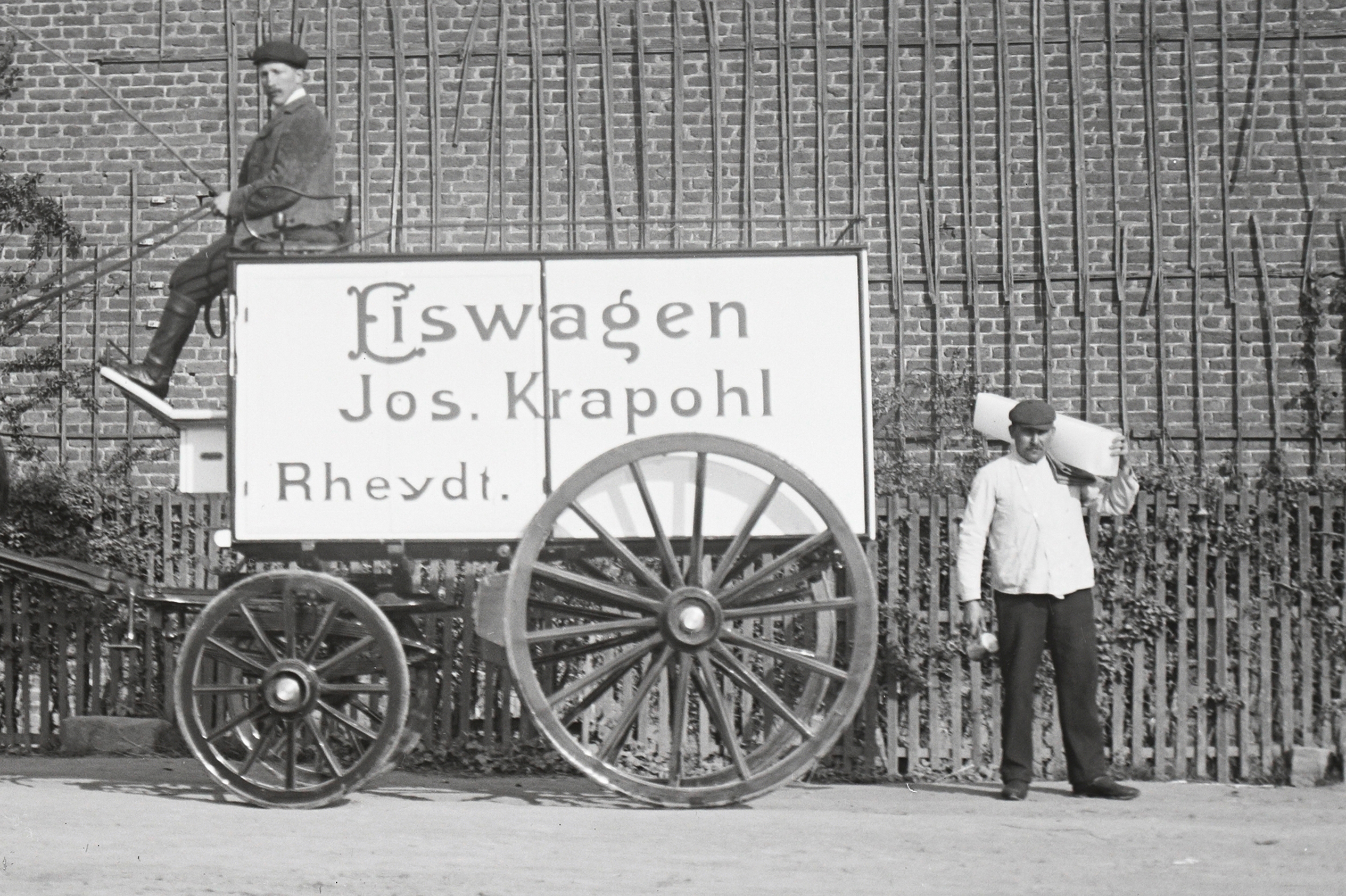
Anlieferung von Stangeneis
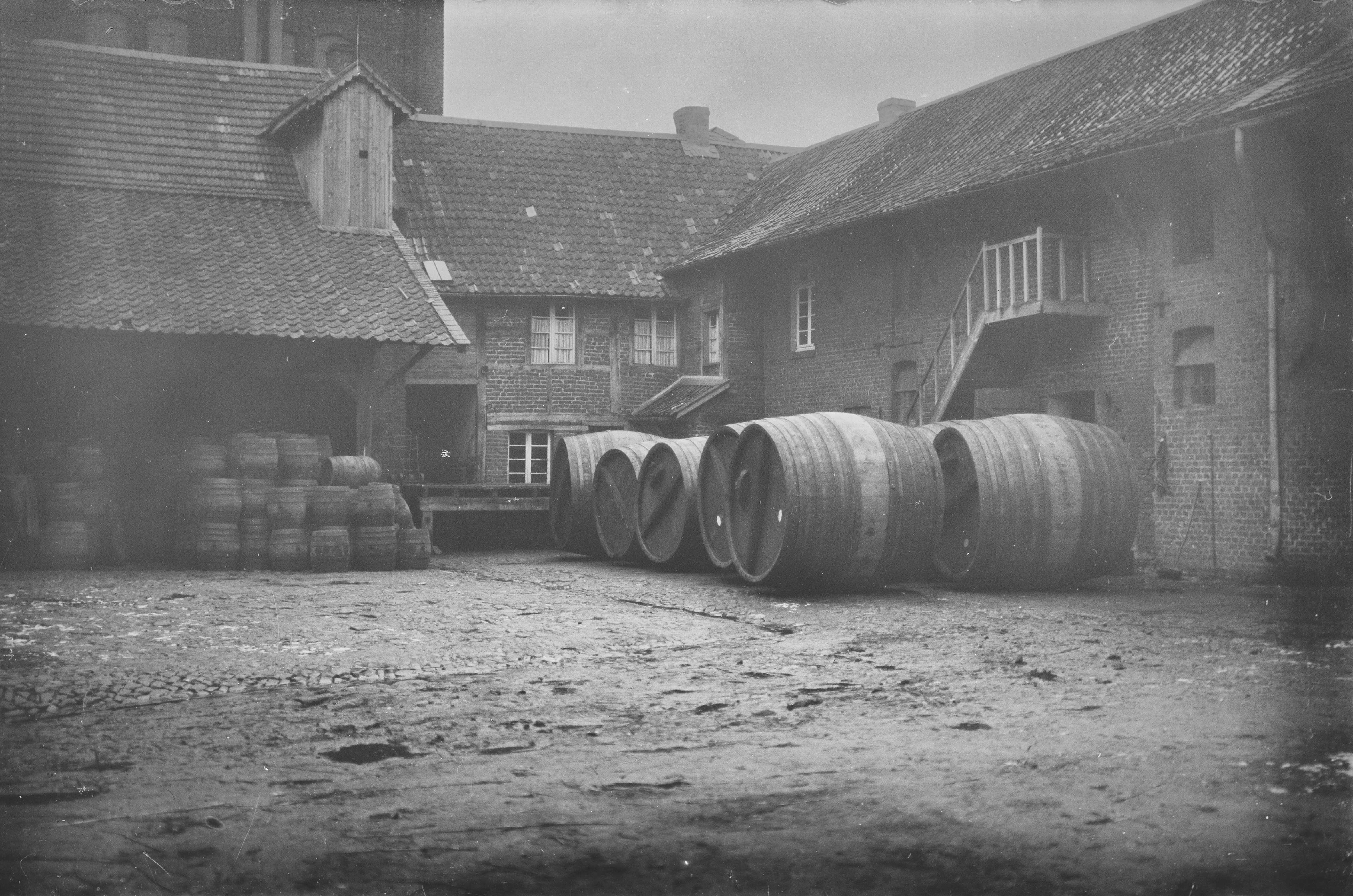
Innenhof mit Fasslager
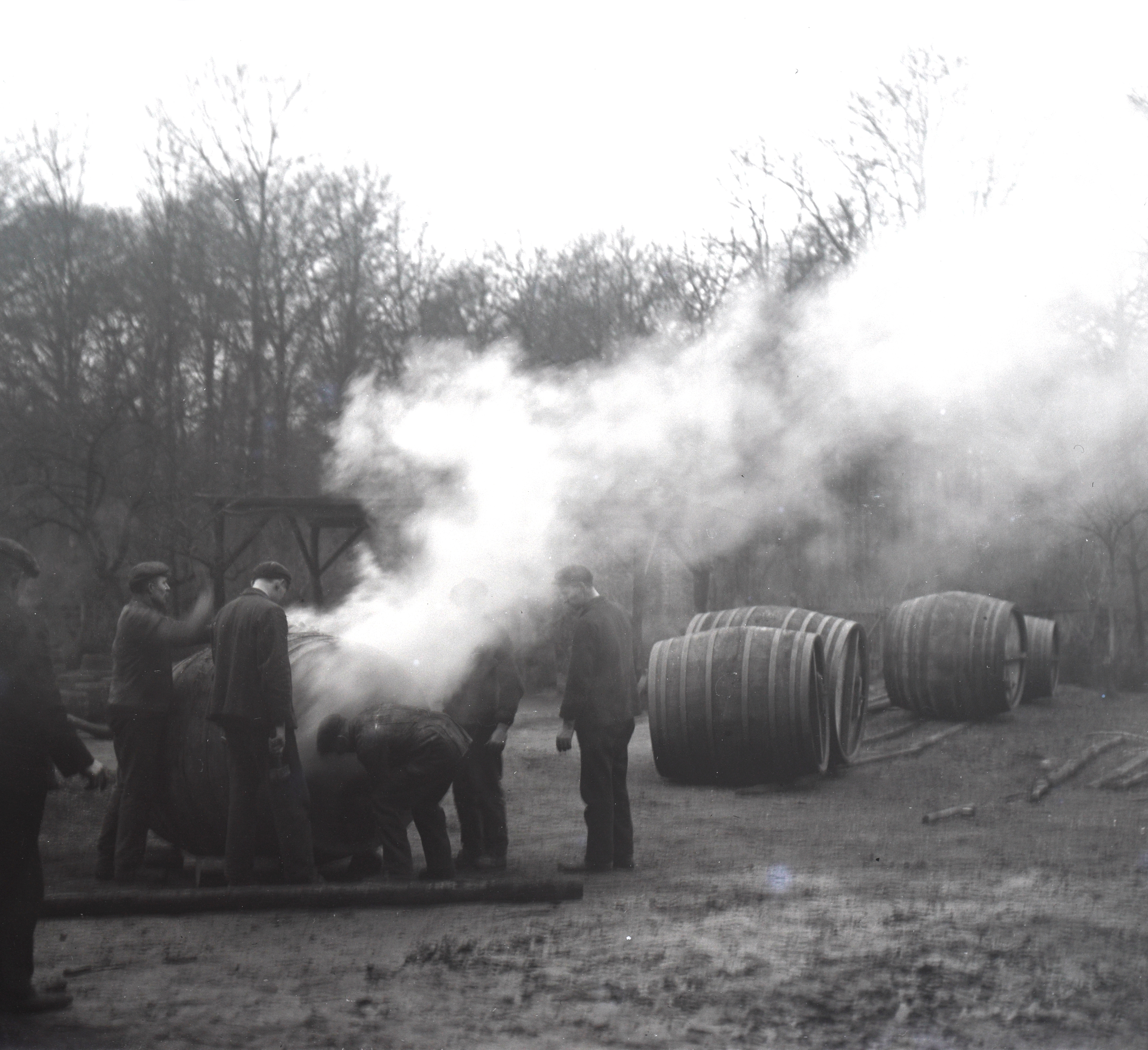
Schwefeln der Bierfässer

## Denkmalbeschreibung
Bei dem Denkmal handelt es sich um eine ehemalige offene Hofanlage. Der Umfang des Schutzes erstreckt sich auf das Wohnhaus, den Brauereiturm und den dazugehörigen Backsteinfabrikbau. Das Wohnhaus stammt aus dem Jahre 1776. Herausragend ist der aus dem Ende des 19. Jahrhunderts stammende, fünfgeschossige Brauereiturm aus Backstein mit Liseneneckverstärkungen; dazugehörig aus derselben Zeit ist der zweigeschossige Backsteinfabrikbau. Die übrigen Wohn- und Verwaltungsgebäude sind teilweise modern oder stark verändert. Das Bauwerk ist unter Nr. 148 am 30. Oktober 1988 in die Liste der Baudenkmäler in Korschenbroich eingetragen worden.

## Produkte

### Produktion
Produkte der Bolten-Brauerei wurden mehrfach mit Gold-Medaillen der DLG ausgezeichnet. Gebraute Biere sind aktuell (2025) als Bügel- oder als Kronkorkenflasche:
- Boltens Alt  (ebenfalls in der 1,0 l Bügelflasche)
- Boltens Natur Pilsener
- Boltens Ur-Alt
- Boltens Ur-Weizen
- Boltens AltBierCola Mix
- Boltens Malz
- Boltens Landbier (ebenfalls in der 1,0 l Bügelflasche)
- Boltens Helles
- Boltens Oh! (alkoholfreies Alt)
- Saisonbiere (Winter Spezial, Jecken Spezial)

Im Frühjahr 2007 wurde ein gemeinsam mit dem Fernsehkoch Horst Lichter entwickeltes Bier namens Lichter's Lecker Bierchen produziert und vertrieben.
Am 22. Juni 2018 wurde ein neues Stadion Bier, das Kaiserstädter vorgestellt. Da sich der Fußballverein Alemannia Aachen mit der Bitburger Braugruppe über eine Vertragsverlängerung nicht einigen konnte, hat man sich mit der Privatbrauerei Bolten zusammen getan, um ein eigenes Bier zu vertreiben. Das Kaiserstädter bekommt man nicht nur auf dem Tivoli, sondern auch in der Stadiongaststätte Klömpchensklub, Online sowie in verschiedenen Gaststätten und Geschäften in der Städteregion Aachen.
Nicht mehr vertrieben wird Boltens Rubin, ein obergäriges Landbier.

### Dienstleister
Die Brauerei Bolten füllt ab 2006/2007 für die Privatbrauerei Gaffel die Kölsch-Gebinde 0,5 l Longneck und 0,33 l Longneck ab. Außerdem füllt Bolten das Odenthaler, das Neanderthaler Landbier und Füchschen Alt ab.